# 시부카와 요시토시
시부카와 요시토시(渋川 義俊)는 일본 무로마치 시대(室町時代) 중기의 무장 ・ 슈고 다이묘, 규슈 단다이(九州探題)이다.
시부카와 씨는 혼세(本姓)가 겐지(源氏)로 무로마치 쇼군 아시카가씨의 친족이며, 한국의 《조선왕조실록》에는 시부카와 요시토시의 혼세를 써서 원의준(源義俊)으로 등장하고 있다.

## 약력
오에이(応永) 7년(1400년) 시부카와 미쓰요리의 아들로 태어났다. 오에이 26년(1419년)에 아버지의 퇴임으로 뒤를 이어 규슈 단다이가 되었다.
요시토시가 규슈 단다이를 이어받은 그 해에 조선은 당시 한반도 해안을 휩쓸며 약탈을 자행하던 왜구의 본거지로 지목되던 쓰시마 국(対馬国)에 대한 공격을 감행하였다. 오에이 30년(1423년) 쇼니 미쓰사다(少弐満貞)에게 하카타(博多)를 공격당해 패하고 히젠 국(肥前国) 야마우라 성(山浦城)으로 달아나야 했다. 이를 계기로 규슈 단다이의 힘은 약해지기 시작했고, 요시토시는 오에이 32년(1425년) 반격에 나섰으나 다시금 미쓰사다에게 패하고 쇼쵸(正長) 원년(1428년) 단다이직을 종제(従弟) ・ 미쓰나오(満直)에게 넘겨주고 자신은 지쿠고 국(筑後国) 사케미 성(酒見城)에서 은거 생활을 보냈다.
에이쿄(永享) 6년(1434년) 사망하였다. 향년 35세.
아들 요시카가미(義鏡)는 훗날 교토쿠의 난(享徳の乱)에서 호리코시 구보(堀越公方) 아시카가 마사카즈(足利政知)를 따라 간토로 내려갔다. 또한 시바 씨(斯波氏)를 이은 시바 요시카네(斯波義廉)는 그의 손자에 해당한다.